# カヌー (ライフゲーム)
カヌー（Canoe）は、ライフゲームにおける固定物体である。

## 構造
| □□□□□□□ □■■□□□□ □■□□□□□ □□■□□□□ □□□■□■□ □□□□■■□ □□□□□□□ |